# Puig Sec (Vallmanya)
El Puig Sec és una muntanya de 2.664,1 m alt del límit dels termes comunals de Castell de Vernet i Vallmanya, tots dos de la comarca del Conflent, a la Catalunya del Nord.
És a l'extrem occidental del terme de Vallmanya i al sud-oriental del de Castell de Vernet. És a prop al sud del cim del Canigó, del qual és un dels cims subsidiaris.